# PNS Shushuk (S132)
Le PNS Shushuk (en français : « Dauphin de l'Indus »), pennant number :  S132, est un sous-marin diesel-électrique de la marine pakistanaise, de classe Hangor, basée sur la classe Daphné française. Il a été conçu, construit et mis en service à Toulon, en France. Il a été en service du 12 janvier 1970 au 2 janvier 2006.

## Engagements
Sa quille a été posée le 1er décembre 1967 à Toulon en France par le constructeur français DCNS. Il a été lancé le 30 juillet 1969 et mis en service dans la marine pakistanaise le 12 janvier 1970,.
Il a vu des actions actives sur le front occidental pendant la troisième guerre avec l'Inde, lorsqu’il a été déployé en mer d'Oman pour mener des opérations sous-marines contre la marine indienne. Après le cessez-le-feu conclu entre deux nations, il est revenu sain et sauf à sa base. Après son service de guerre, il a voyagé jusqu’à la rivière Karnaphuli au Bangladesh et a effectué une visite de courtoisie sur le fleuve Yangon en Birmanie. Il a servi dans diverses missions militaires de la Marine.
Le 2 janvier 2006, il a été désarmé après 36 ans de service dans la marine pakistanaise.